# Esteil
Esteil är en kommun i departementet Puy-de-Dôme i regionen Auvergne-Rhône-Alpes i centrala Frankrike. Kommunen ligger i kantonen Jumeaux som tillhör arrondissementet Issoire. År 2022 hade Esteil 55 invånare.

## Befolkningsutveckling
Antalet invånare i kommunen Esteil
| Referens: INSEE |